# مسجد-کلیسای جامع قرطبه

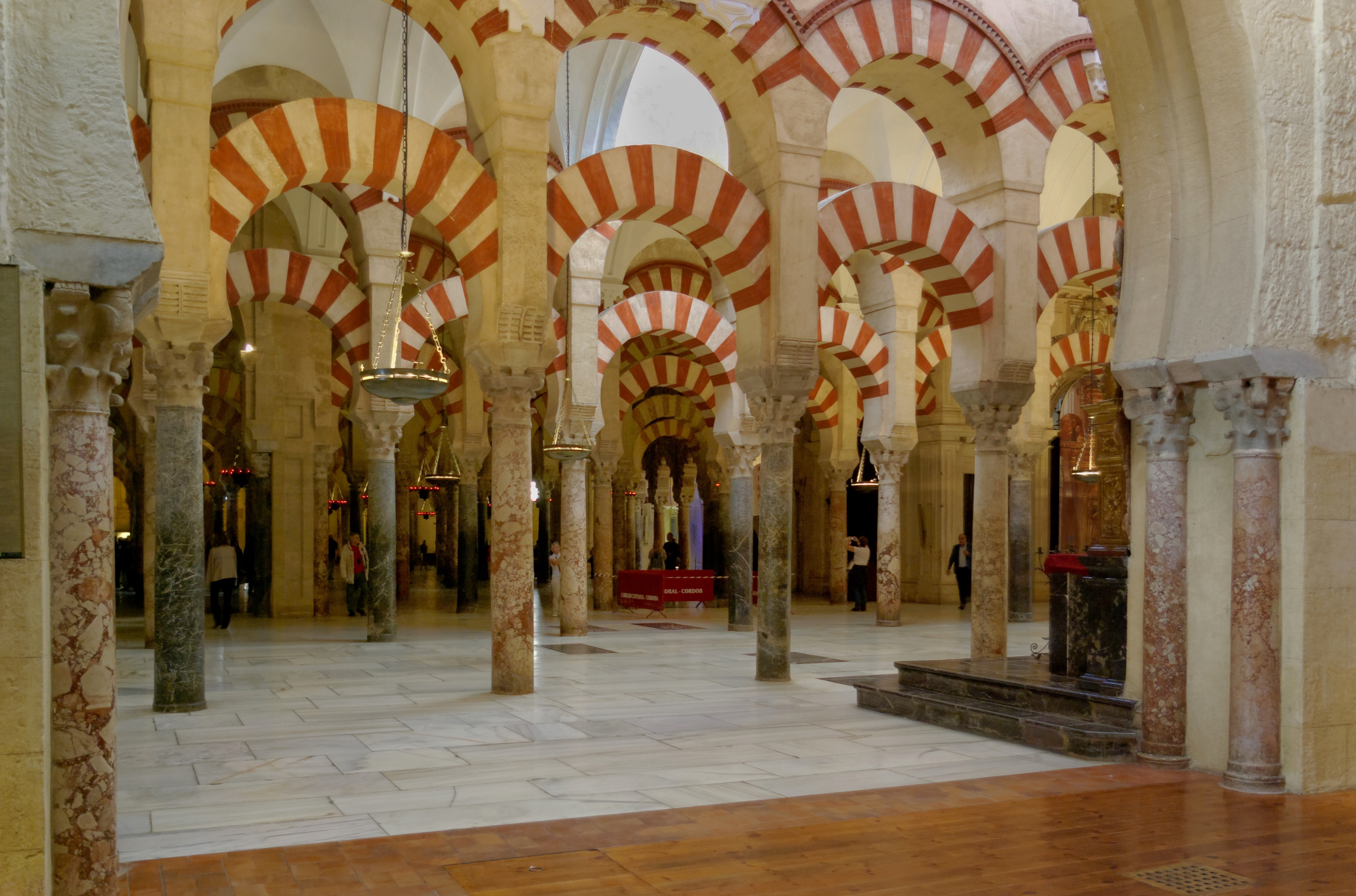
جامع قرطبة از داخل

مسجد جامع قرطبه یا مزکیتا، واقع در اندلس یا اسپانیای امروزی است.که به عنوان بزرگترین مسجد کشور اسپانیا شناخته میشود. ساخت بنای این مسجد تقریباً دو قرن و نیم به طول انجامید. نام قدیم این مسجد «جامع حضرة» بود. در زمان عبدالرحمن الداخل خلیفهٔ اموی اندلس، این مسجد ۱۱ رواق داشت. این مسجد در سال ۷۸۶ میلادی توسط «عبدالرحمن اول» ساخته شد و بعد از تصرف مجدد شهر کوردوا توسط اسپانیایی‌ها به کلیسا تبدیل شد. بنای اولیه مسجد بدون قوس‌های اطراف صحن بوده است. شکل نعل اسبی قوس‌ها که از آغاز در مراحل مختلف در معماری اموی به ظهور رسیده بود، در اسپانیا و شمال آفریقا تا حد زیادی گسترش پیدا کرد. نقشه این مسجد به نوعی ساده شده نقشه مسجد متوکل است. با ورود به این مسجد خود را در میان انبوهی از ستون‌ها می‌یابیم که فقط، مسیر جناح‌های ساختمانی، ما را به قبله هدایت می‌کنند.
از ویژگی‌های معماری این مسجد می‌توان به: شبستان‌های عریض، قوس‌های نعل اسبی و کنگره‌دار، تزیینات گچ بری، مقرنس کاری، و طاق و محراب‌های نعل اسبی اشاره کرد.

## تاریخ
مسجد جامع قرطبه واقع در کشور اسپانیا است که ساخت آن از سال ۱۷۰ هجری شروع شد. این مسجد، کنار نهر «وادی الکبیر»، در بالای تپه سنگی‌ای نزدیک پل قدیم عربی در جنوب غرب قرطبه واقع است. ساخت بنای این مسجد تقریباً دو و نیم قرن و در پنج دوره به طول انجامید:
1. دوره عبدالرحمن اول
2. دوره هشام اول
3. دوره عبدالرحمن دوم
4. دوره عبدالرحمن سوم
5. دوره حکم دوم

در ابتدا عبدالرحمن ستون‌های مرمر و سنگ‌های بزرگ آن را از شهرهای جنوب فرانسه مانند «ناربون» و «نیم» و همچنین از «قسطنطنیه» پایتخت روم شرقی و «اشبیلیه» آورد تا در آن بنا کار گذارند ولی پیش از تکمیل مسجد درگذشت. بعد از آن، «هشام» فرمانروای دیگر اندلس، مسجد را به اتمام رساند و مناره نخستین آن را بنا کرد. سپس "حکم» در سال ۲۱۸ دو ایوان تازه در سمت قبله، یعنی ناحیه جنوبی مسجد مقابل نهر «وادی‌الکبیر» به آن اضافه کرد. برای سومین بار، محمدبن عبدالرحمن دوم، شبستانی در آن ساخت و بعد از آن پسرش امیرعبدالله، راهرو سرپوشیده‌ای از قصر تا محراب ساخت و سپس «ناصر» نمای داخلی را بازسازی کرد. سپس «ناصر» به جای مناره قدیمی، در سال ۳۴۰ هجری مناره‌ای بلندتر و چهارگوش ساخت که بالای آن دو قبه طلا، یک قبه نقره، دو نردبان و ۱۴ شبکه طاق‌دار نیم‌دایره‌ای بود. در مرحله آخر «حکم» محراب سوم مسجد و گنبدی با نقوش سنگ‌های الوان را در طول ۴ سال ساخت. حتی قیصر روم هم، مقداری سنگ الوان برای «حکم» به منظور بازسازی نقوش مسجد، فرستاد. وی همین‌طور بر شبستان جدیدش گنبدی بیزانسی بنا کرد و سه خانه به منظورات سکونت وعلژ، کارکنان مسجد و جمع‌آوری وجوه بریه و خیریه کنار مسجد ساخت. امروزه مسجد جامع قرطبه را به عنوان «کلیسای بزرگ قرطبه» می‌شناسند که بعد از کلیسای پطرس مقدس، بزرگ‌ترین کلیسای اروپا است.

## معماری
در ابتدای ساخت این بنا و در واقع در دوران عبدالرحمن اول، این مسجد با ۹ ناو موازی دیوار قبله بنا شد. ناوها شامل ستون‌های موازی و مرمری‌شکل‌اند که با قوس‌های نعل اسبی به هم وصل شده‌اند. یک عاملی که این مسجد را از بناهای دیگر متمایز می‌کند، سوار کردن طاقی بر روی یک طاق دیگر است. تزئینات این طاق‌ها با آجرهای قرمز و سنگ‌های سفید به صورت یکی در میان و متناوب، این تمایز را دوچندان کرده است. این طاق‌ها بر روی ستون‌های مرمری‌رنگ سوار شده‌اند که بیشتر آنها از بقایای بناهای باستانی اطراف جمع‌آوری شده‌اند. این بنا به دلیل استفاده بسیار از این ستون‌ها به جنگل ستون‌ها شهرت پیدا کرده است و این مشخصه تضاد آن را با فرم‌های محدود و سلسله مراتبی معماری کلیساها مشخص می‌کرد. در سال ۸۶۵ میلادی توسط امیر منذربن محمد، متناظر با دیوار قبله مسجد، سه دهانه مقصوره با سه گشودگی طاق‌دار، طاق بزرگ و محراب مرکزی بنا شد. ورودی در بالای افزوده‌ها و دهانه‌های این مقصوره با طاق‌هایی در هم تنیده شده، محصور شده است. در واقع پیکربندی‌ای که در این بنا مشاهده می‌کنیم همان پیکربندی باسیلیکایی قصرها و کلیساهای آن دوران است. در زمان عبدالرحمان دوم، وی ۲ ناو دیگر به ۹ ناو اضافه کرد. وی در سال ۷۸۴ و ۷۸۵ میلادی با اعمال تغییر در قسمت دیوار قبله مسجد، با عقب بردن آن، ۲۶ متر به طول مسجد اضافه کرد و با این کار طول آن را دو برابر کرد. امیر عبدالرحمن سوم شروع به ساخت مناره‌ای به طول ۷۲ ذراع کرد، بالای مناره با سه توپ تزئین شده بود که دوتا از آن‌ها کاملاً از جنس طلا بود. پسر عبدالرحمان سوم، حکم دوم، ۱۲ قوس به سمت جنوب و گنبدی بزرگ به ورودی راه‌روی میانی به منظور تأمین نور برای محل برگزاری نماز، اضافه کرد. وی هم‌چنین سومین محراب مسجد را که به عنوان یکی از شاخص‌ترین محراب‌های اسلامی شناخته می‌شود، ساخته است. نمای اصلی محراب با نوشته‌های زرین عربی تزئین شده و ستون‌ها و دیوارهای این محراب پوشیده از طلا و کف آن پوشیده از نقره است. وزیر حکم دوم، منصور، با اضافه کردن ۸ راه‌رو، ساختمان را از طرف ضلع شرقی توسعه می‌دهد. بعد از سال ۱۲۵۷میلادی، تحت حمایت آلفونسوی دهم، نمازخانهٔ اصلی در راهرو الحکم با محرابی رو به شرق ساخته شد. از سال ۱۴۸۵ تا ۱۴۹۶ میلادی صحنی به شیوهٔ گوتیک در افزودهٔ الحکم اضافه شد که ناحیهٔ غربی را از کناره‌های محراب گسترش می‌دهد. در قرن هجدهم یک جایگاه کر ساخته شد، مهره چفته‌های قرمز و سفید طاق‌ها سفیدکاری و طاق‌ها و نورگیر سقفی به سبک باروک نصب شد. در قرن نوزدهم شروع به بازسازی اسکلت اسلامی شد. محراب احیا و گنبده‌های باروکی، تخریب شد. سفیدکاری‌های قوس‌ها پاک، نمازخانه‌های کوچک و مقبره‌ها، برداشته شد. پس از آن، در اوایل قرن بیستم ورودی‌های عظیم نمای شرقی احیا و بازسازی شدند.
این بنا از بزرگ‌ترین نمونه‌های شیوهٔ (هیسپانو-اسلامی) است و به عنوان الگویی برای کلیساها و مساجد در شبه جزیرهٔ ایبری و حومه آن در نظر گرفته می‌شود.

## باغ اسلامی مسجد جامع قرطبه
باغ اسلامی مسجد جامع قرطبه، در حال حاضر قدیمی‌ترین باغ اسلامی زنده در دنیا است. این باغ دارای درختان، حوض‌ها و مجسمه‌های متعددی است که باعث تمایز آن از دیگر باغ‌های اسلامی می‌شود. این باغ شامل درختان پرتقال، نخل و سرو است که کاشت آن‌ها از اواخر قرن ۸ یا اوایل قرن ۹ صورت گرفته است. یکی از علت‌های اصلی کاشت این نوع درختان، وجود محصولات فصلی و ایجاد یک منبع درآمد برای خادمین مسجد بود. این باغ از همان دوران‌های آغازین، از سه منبع آب مختلف تغذیه می‌کرد؛ رودخانه، آبینه‌ها و کوه‌ها. همان‌طور که پیش از این اشاره شد، مسجد جامع قرطبه در کنار یک رودخانه بنا شده است که از این رودخانه به عنوان منبع آب موقتی با قرار دادن ۵۰۰۰ چرخ آبی استفاده می‌شد اما این رودخانه معمولاً منبع مناسبی برای تأمین آب، مخصوصاً در فصل تابستان نبود. منبع دوم آبینه‌هایی در سقف یا در سطوح مسجد بودند که آب باران را در خود جمع‌آوری می‌کردند. بهترین آبینه در بلندترین قسمت مسجد، یعنی شبستان آن قرار داشت. سومین منبع که نسبت به دو مورد دیگر منبع بهتر و دائمی‌تری به حساب می‌آمد، کوه‌های سیرامورنا بود. با ساخت کانال‌های سنگی در این کوه، منبعی از آب کوهستان به سمت این بنا جاری می‌شد.

## نگارخانه

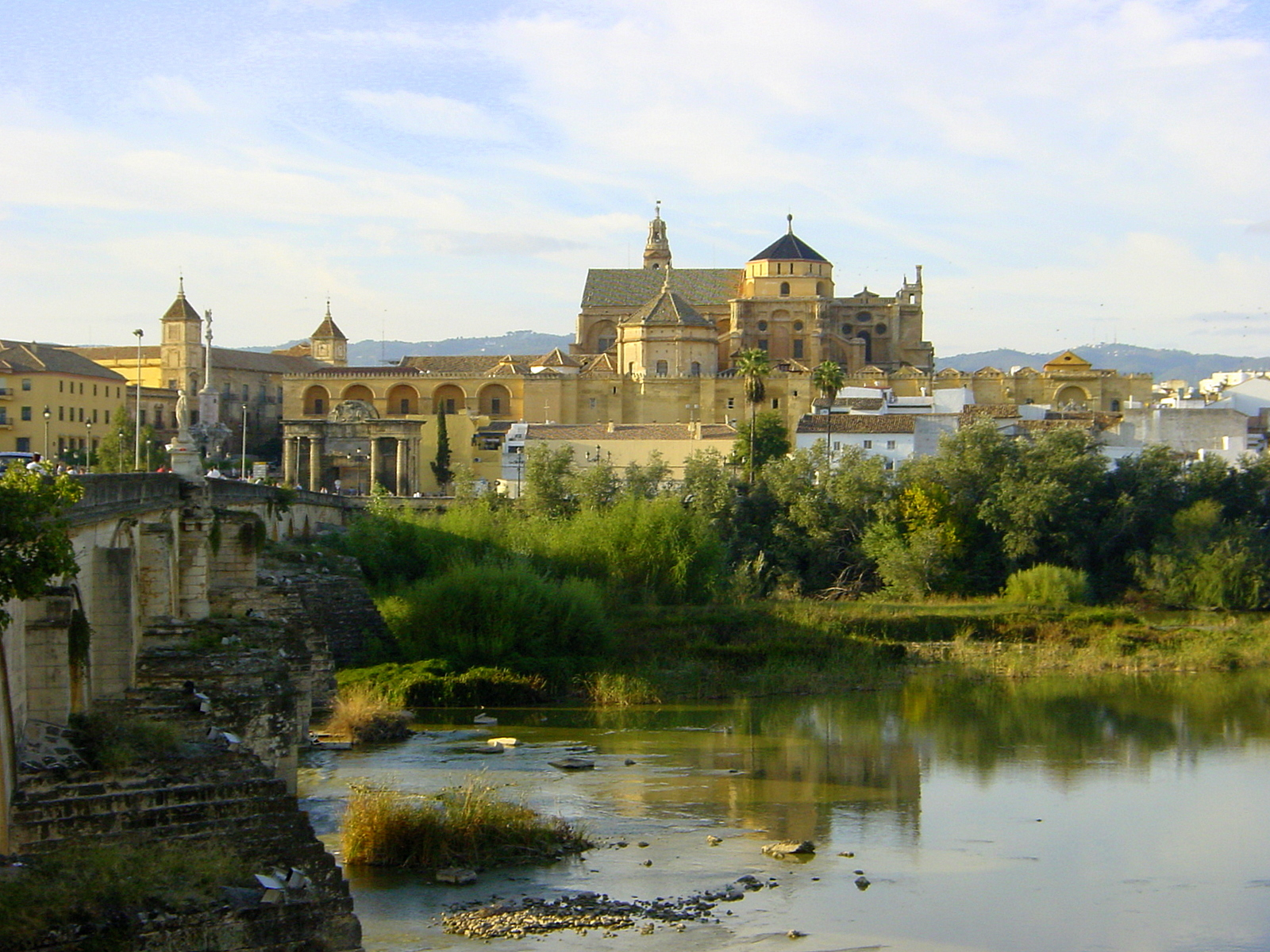
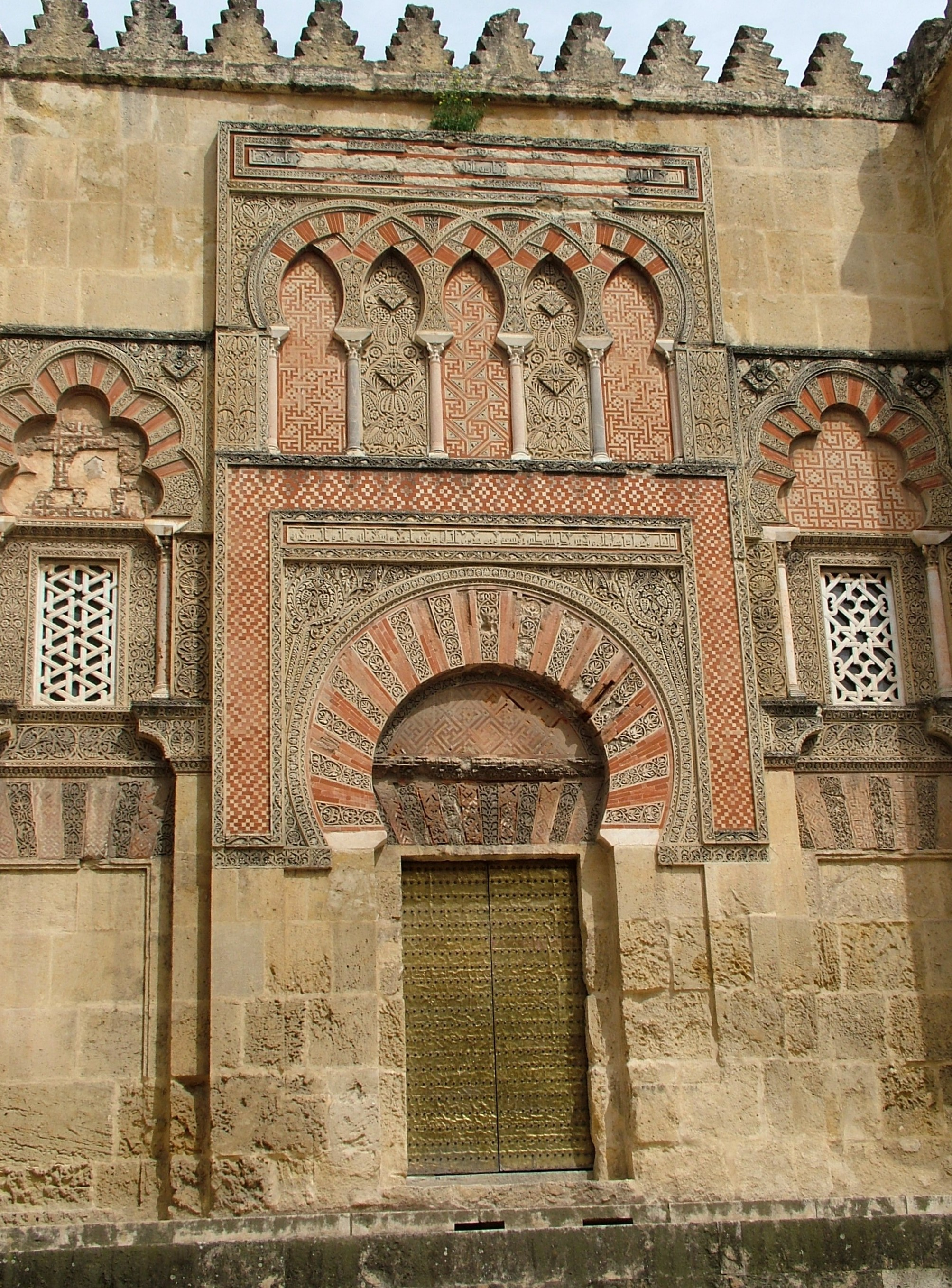
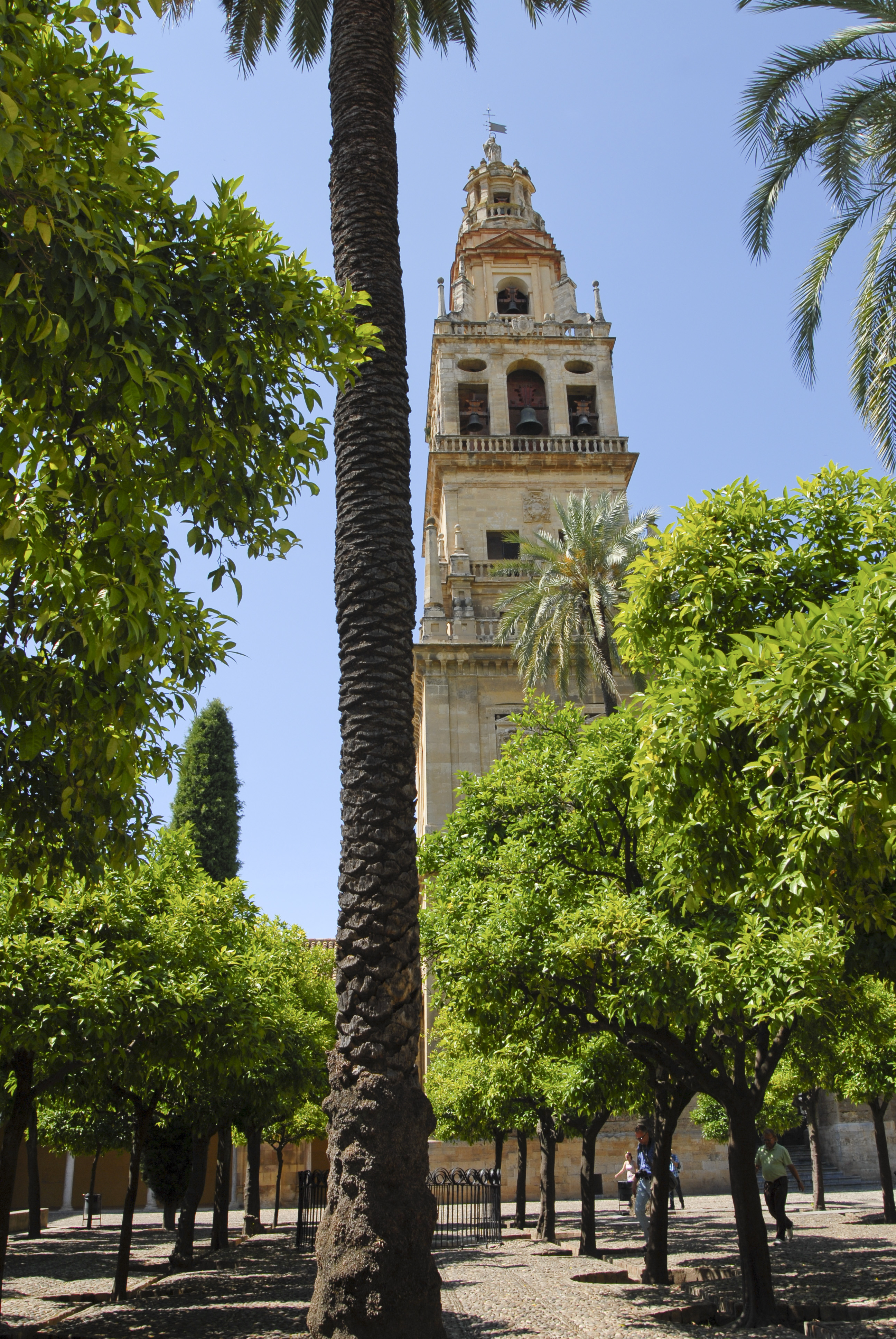
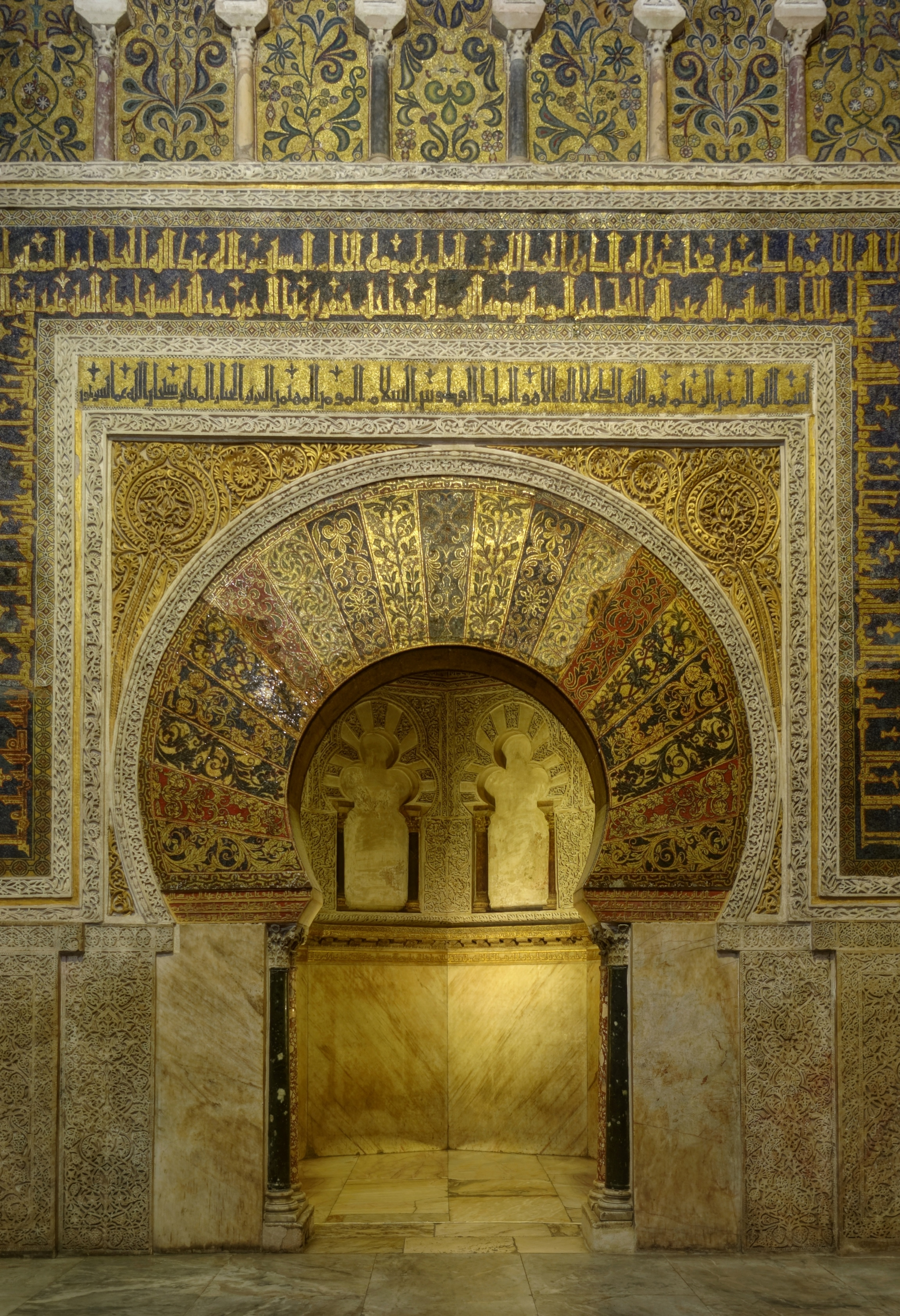
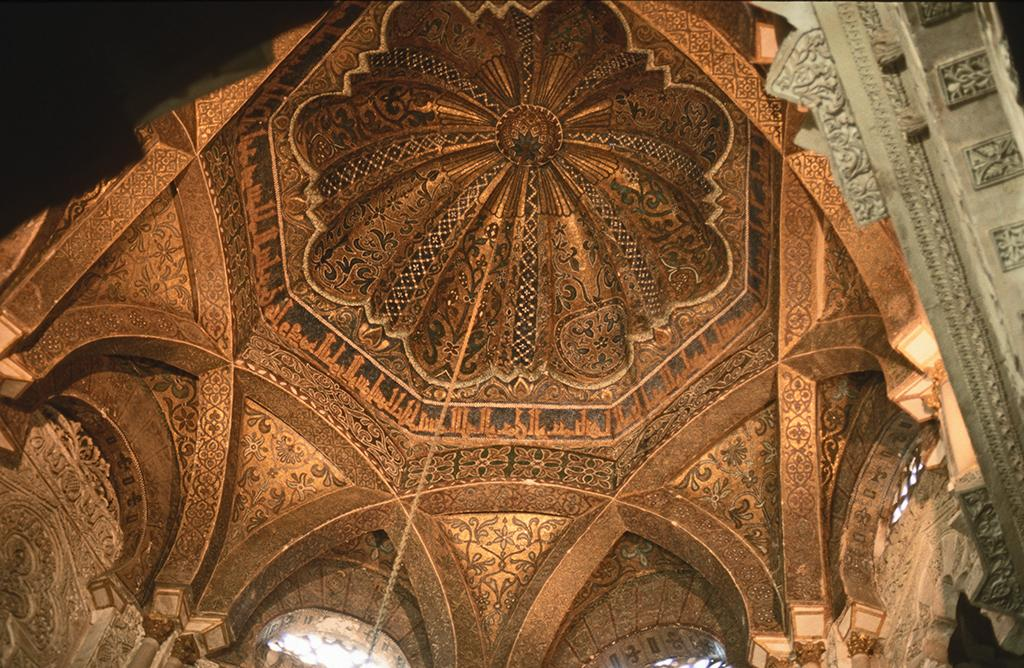
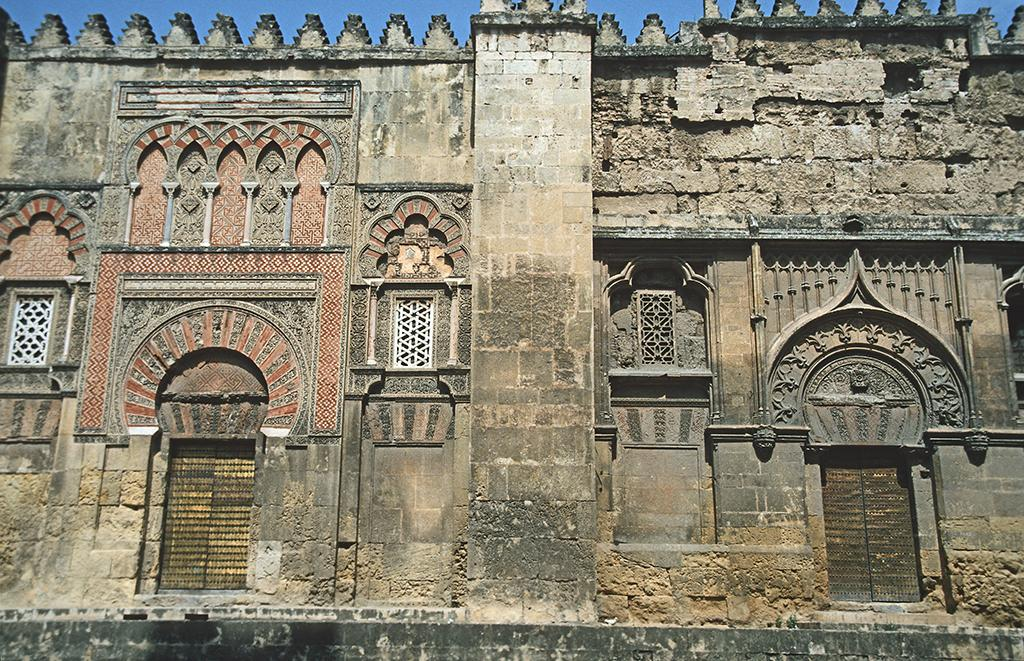